# Ózd
Ózd es una ciudad (en húngaro: "város") en el condado de Borsod-Abaúj-Zemplén, en el norte de Hungría. Cuenta con una población de alrededor de 30 000 habitantes.

## Ubicación
Se encuentra muy cerca de la frontera con Eslovaquia, y a unos 40 km de Miskolc, la capital del condado, del cual Ózd es la segunda ciudad más poblada. Ózd fue mencionada por primera vez en el año 1272. Se encuentra rodeada de bosques. 

## Historia
La ciudad actual se formó por la unificación de Ózd, Bolyok y Sajóvárkony durante la época comunista de Hungría. 

## Ciudades hermanadas
- Chorzów (Polonia)
- Rimavská Sobota (Eslovaquia)
- Sânsimion (Rumanía)
- Sânsimion (Rumanía)
- Magyarózd (Hungría)
- Ózdfalu (Hungría)
- Hódmezővásárhely (Hungría)